# Tōin (Mie)
Tōin (東員町 Tōin-chō?) es un pueblo localizado en la prefectura de Mie, Japón. En junio de 2019 tenía una población de 25.533 habitantes y una densidad de población de 1.126 personas por km². Su área total es de 22,68 km².

## Geografía

### Municipios circundantes
- Prefectura de Mie
  - Kuwana
  - Yokkaichi
  - Inabe

## Demografía
Según datos del censo japonés, la población de Tōin se ha mantenido estable en los últimos años.
| Año del censo | Población |
| ------------- | --------- |
| 1995          | 26.235    |
| 2000          | 26.305    |
| 2005          | 25.897    |
| 2010          | 25.661    |
| 2015          | 25.344    |